# Судовой брокер
Судовой брокер — специалист по организации перевозок морским транспортом,посредник в переговорах между судовладельцем и фрахтователем при заключении договоров морской перевозки, а также посредник в переговорах при заключении сделок по купле-продаже судов.

## Специализация
Судовые брокеры специализируются на определенных типах судов: танкерах, сухогрузах, вспомогательных судах, контейнеровозах, специализированных судах. Отдельную категорию составляют судовые брокеры, специализирующиеся на сделках по купле-продаже судов (новых, подержанных, на слом).
Профессиональной организацией, объединяющей судовых брокеров во всем мире, является Институт сертифицированных судовых брокеров